# Melanie Paschke
Melanie Paschke, född den 29 juni 1970 i Braunschweig, är en tysk före detta friidrottare som tävlade i kortdistanslöpning under 1990-talet och början av 2000-talet.
Hennes genombrott kom under 1994 då hon blev bronsmedaljör vid inomhus-EM på 60 meter. Hon deltog även vid utomhus-EM samma år och blev då bronsmedaljör på 100 meter. Hon var tillsammans med Silke Knoll, Bettina Zipp och Silke Lichtenhagen med i det tyska lag som blev guldmedaljörer på 4 x 100 meter vid samma mästerskap.
Vid VM i Göteborg 1995 blev hon fyra på 200 meter och sexa på 100 meter. Hon blev även bronsmedaljör på 4 x 100 meter. 
Nästa stora framgång kom vid inomhus-EM 1998, då hon blev europamästare på 60 meter och silvermedaljör på 200 meter. Vid utomhus-EM samma år blev hon bronsmedaljör på 200 meter och silvermedaljör i stafett. 
Vid VM 2001 i Edmonton blev hon tillsammans med Gaby Rockmeier, Birgit Rockmeier och Marion Wagner guldmedaljör på 4 x 100 meter. 
Hennes sista stora mästerskap var EM 2002 där hon blev silvermedaljör i stafett och slutade på en femte plats på 100 meter.

## Personliga rekord
- 60 meter - 7,09
- 100 meter - 11,04
- 200 meter - 22,60 (22,50 inomhus)